# Rasszua
Rasszua (ros. Расшуа, jap. 羅処和島)  – niezamieszkana wyspa wulkaniczna znajdująca się w pobliżu centrum archipelagu Kuryli na Morzu Ochockim. Wyspa znajduje się około 30 km od wyspy Matua. Po II wojnie światowej wyspa znalazła się pod kontrolą ZSRR, a obecnie należy do części obwodu sachalińskiego w Federacji Rosyjskiej. Dawniej wyspa była zamieszkana Ajnów. Najwyższy punkt wyspy znajduje się na wysokości 956 m n.p.m. Na wyspie znajdują się klify.